# Gli eroi di ieri... oggi... domani
Gli eroi di ieri... oggi... domani, inizialmente presentato con il titolo I tre magnifici eroi, è un film italiano a episodi diretto da Fernando Di Leo, Enzo Dell'Aquila, Sergio Tau e Frans Weisz nel 1963. Il film è pressoché inedito nelle sale cinematografiche in Italia.

## Censura
A meno di un anno dall'approvazione della nuova legge censoria, fu tagliato un episodio del film poiché recava « offesa della morale e al sentimento del pudore nella figura di un ultramiliardario dongiovanni e nei suoi rapporti con donne di facili costumi ».
Si trattava dell'episodio Un posto in paradiso di Enzo Dell'Aquila e Fernando Di Leo, della durata di 33 minuti. A distanza di tempo i due registi commentarono in vario modo. Dell'Aquila: « Ho trovato un trafiletto di Fortebraccio su l'Unità in cui si raccontava di un tizio che aveva fatto causa in America perché rivendicava un posto in Paradiso… si era comprato un posto in Paradiso! ». Di Leo dichiarò: « Credo di essere stato l'unico regista in Italia a girare un film contro il Vaticano per il commercio delle indulgenze, in I tre magnifici eroi ».